# Analyse mécanique dynamique
Pour les articles homonymes, voir AMD et DMA.
L'analyse mécanique dynamique (AMD) ou spectrométrie mécanique dynamique (en anglais : dynamic mechanical analysis, DMA) est une méthode de mesure de la viscoélasticité. Cette méthode d'analyse thermique permet l'étude et la caractérisation des propriétés mécaniques de matériaux viscoélastiques, tels les polymères.
Un instrument d'AMD permet de déterminer les grandeurs physiques intrinsèques suivantes :
- les modules complexes de Young (noté E*) et de Coulomb (G*), et la viscosité complexe (η*) ;
- le facteur d'amortissement aussi appelé facteur de perte, tangente delta (tan δ) ;
- la température de transition vitreuse (Tv) qui dépend de la fréquence. La DMA est plus sensible que d'autres techniques d'analyse thermique pour la détermination de Tv et la détection de transitions dans les composites.

En analyse mécanique dynamique, un échantillon est soumis à une contrainte ou à une déformation oscillatoire (sinusoïdale). La grandeur complémentaire est mesurée. Les expériences de viscoélasticité sont réalisées dans le domaine du comportement linéaire. En régime dynamique, les propriétés mécaniques d'un matériau dépendent de la déformation, de la fréquence d'excitation et de la température ; ces paramètres sont contrôlés par l'instrument de DMA.
Le type de sollicitation, tel la traction-compression, le cisaillement ou la flexion, dépend du porte-échantillon choisi et des dimensions de l'échantillon. Le montage est disposé dans une enceinte thermorégulée. Un logiciel de calcul approprié est utilisé.
Contrairement aux métaux et aux matériaux structuraux rigides, les polymères thermoplastiques et les élastomères présentent des modules d'élasticité et des facteurs de perte qui varient fortement avec la température et la fréquence. Par ailleurs, ces propriétés dynamiques dépendent beaucoup de leur composition et du procédé de fabrication. La technique DMA permet donc de caractériser finement un échantillon de matériau viscoélastique. Elle représente un outil d'évaluation bien adapté aux polymères et s'intègre à l'ensemble des méthodes d'analyse thermique (DSC, TGA, TMA, thermodilatométrie, etc.).
Les applications de la DMA sont nombreuses et concernent différents secteurs d'activité : acoustique (produits insonorisants) ; industries textile, papetière, agroalimentaire ; transports (pneumatiques, sièges, adhésifs, composites, etc.) ; R&D, etc.

## Principe général
Le terme général DMA (ou DMTA) est relatif aux appareils à vibration libre et à ceux à vibration forcée. Dans le premier cas, l'échantillon est placé en oscillation ; puis après suppression de la contrainte, l'amplitude décroît à travers l'amortissement.
Un analyseur DMA utilise le type de vibration forcée hors résonance. Il applique un déplacement oscillatoire (d'amplitude D0) à un échantillon du matériau à analyser. La force dynamique (d'amplitude F0) résultante transmise par celui-ci est mesurée. Ceci est l'application de la notion de contrainte {\displaystyle \leftrightarrow } déformation rencontrée en sciences des matériaux.
Les principes en viscoélasticité linéaire ne sont applicables qu'à de très faibles niveaux de contraintes et de déformations, ce qui conduit en général à une préservation de la structure au repos. Par définition, un matériau (homogène, isotrope et amorphe) montre un comportement viscoélastique linéaire, ou satisfait au principe de superposition de Boltzmann, si la déformation s'exprime comme une fonction linéaire de la contrainte, à une température et à une fréquence données.
La méthode de vibration forcée hors résonance utilisant un signal sinusoïdal en cisaillement ou en compression est généralement préférée pour l'obtention de données en ingénierie.
Équipé de capteurs, l'analyseur viscoélastique dynamique (DMA) mesure principalement deux grandeurs dynamiques : le déplacement et la force.
Le logiciel de pilotage propose deux possibilités, déplacement (proportionnel à un taux de déformation, voir § 6.3) imposé ou l'inverse, à force imposée de mesurer le déplacement résultant.
Les mesures sont réalisées sur des rampes (mode « cinétique ») ou sur des paliers (mode stabilisé) de température.

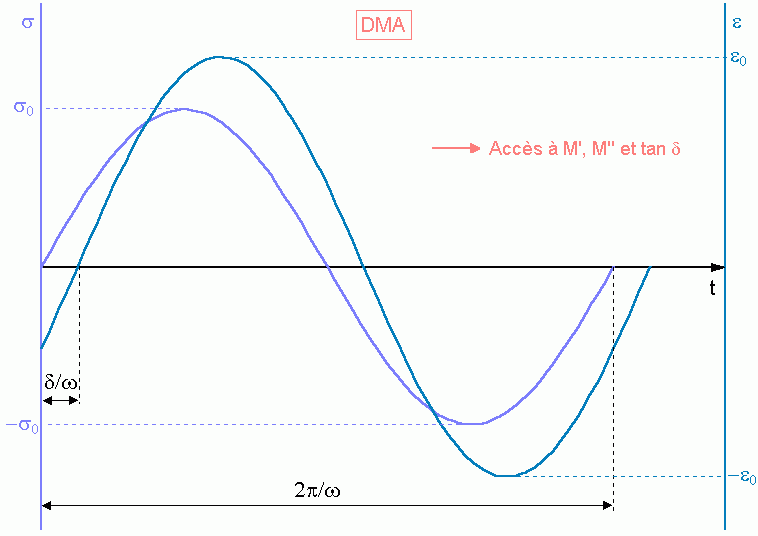
Déphasage δ/ω entre contrainte et déformation d'un matériau viscoélastique soumis à une oscillation sinusoïdale.

Le déphasage entre les signaux d'entrée sinusoïdaux d'excitation et les signaux de sortie (eux aussi sinusoïdaux et de même fréquence dans le domaine linéaire, mais d'amplitude différente) est donné par l'angle de phase δ. Le déphasage est lié aux propriétés viscoélastiques du matériau. L'angle δ est calculé à partir du traitement de ces signaux selon une transformée de Fourier rapide (notée FFT).
Lors d'une mesure mécanique dynamique, une contrainte sinusoïdale est appliquée à une fréquence f. Le signal de contrainte peut s'écrire :
{\displaystyle \sigma (t)=\sigma _{0}\sin \,(\omega t)}
avec :
{\displaystyle \sigma _{0}}, l'amplitude du cycle de contrainte ;
{\displaystyle \omega =2\pi f}, la pulsation en rad/s et t, le temps.
Le signal de réponse en déformation d'un matériau viscoélastique est déphasé (car ce dernier dissipe une partie de l'énergie en se déformant), soit :
{\displaystyle \varepsilon (t)=\varepsilon _{0}\sin \,(\omega t+\delta )}
avec :
{\displaystyle \varepsilon _{0}}, l'amplitude du cycle de déformation.
Le facteur de perte du matériau est égal à la tangente de l'angle δ.
La température de transition vitreuse Tv est déterminée à partir des valeurs du facteur de perte.
Connaissant la géométrie de l'éprouvette, la raideur dynamique et l'angle de phase, il est possible de calculer certaines propriétés viscoélastiques (ex. : un module d'élasticité).
Une description de ces propriétés est donnée à la partie 8.
L'évolution des caractéristiques intrinsèques sera étudiée en réalisant typiquement un balayage thermique et/ou fréquentiel. Un essai complet comprenant un double balayage en fréquence et en température peut durer plusieurs heures pour certains appareils. Le principe d'équivalence temps-température peut être utilisé pour corréler les propriétés du matériau pour toutes les températures et fréquences mesurées.

## Comportement viscoélastique des polymères
L'analyseur DMA permet une analyse fine des propriétés viscoélastiques des matériaux polymères.
Le comportement de ces derniers peut être étudié en réalisant par exemple un essai en régime quasi-statique de fluage (en anglais creep).

### Viscoélasticité en fluage

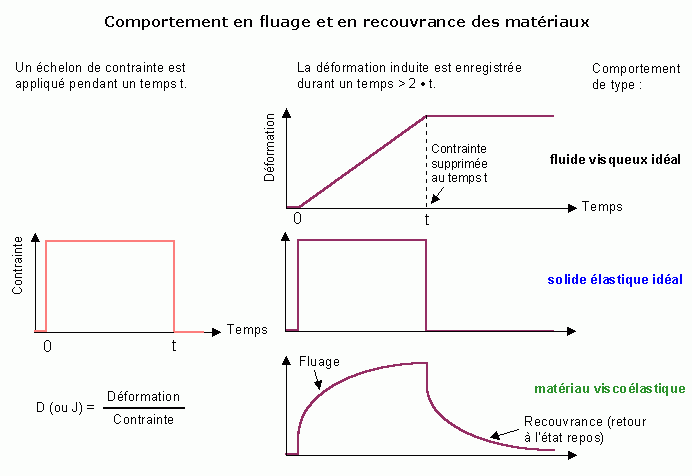
Comparaison adimensionnelle des courbes de fluage et de recouvrance en suivant l'évolution de la complaisance en traction D(t) ou en cisaillement J(t) en fonction du temps.

L'essai de fluage ou de retard consiste à appliquer brutalement sur un matériau une contrainte (stress) maintenue ensuite constante sur une durée suffisamment longue. La déformation (strain) résultante, fonction du temps, est enregistrée :
- un solide parfaitement élastique (hookéen) se déforme instantanément ; la déformation élastique est réversible et indépendante du temps[Note 2] ;
- un fluide parfaitement visqueux (newtonien[Note 3]) se déforme progressivement et linéairement en fonction du temps ; la déformation visqueuse est irréversible ;
- un matériau macromoléculaire exhibe des propriétés mécaniques situées entre ces deux cas idéaux[5], c'est pourquoi il est nommé « viscoélastique »[Note 4] ; il possède une composante élastique et une composante visqueuse.

L'étude de la rhéologie des polymères met le plus souvent en évidence des combinaisons complexes d'effets élastiques et visqueux, c'est-à-dire un comportement viscoélastique plus ou moins marqué. Selon l'échelle de temps de l'essai, la composante élastique ou la composante visqueuse du matériau domine. En effet, pour une durée de sollicitation très courte, un polymère amorphe linéaire adopte un comportement vitreux (élastique). À l'inverse, pour une durée d'application de la contrainte très longue, il a un comportement visqueux avec possibilité d'écoulement. Voir aussi Silly Putty.
La viscoélasticité correspond au comportement réel de la majorité des matériaux.
Le comportement viscoélastique linéaire des plastiques ne peut être observé qu'aux faibles déformations et qu'aux temps courts.
Le fluage a pour origine le phénomène de glissement des chaînes macromoléculaires les unes par rapport aux autres.
Les propriétés de fluage, de relaxation de contrainte et de recouvrance sont les effets de l'application d'une contrainte ou d'une déformation sur le long terme. Les mesures dynamiques (DMA) sont réalisées dans un domaine de fréquence de sollicitation qui s'étend typiquement de 0,01 à 100 Hz.

### Types de réponse
Le tableau suivant expose brièvement quelques caractéristiques mécaniques relatives aux trois types de réponse mentionnés plus haut ; le matériau viscoélastique décrit est indistinctement solide ou fluide.
Symbolisme utilisé : {\displaystyle \sigma }, {\displaystyle \varepsilon }, {\displaystyle \xi }, {\displaystyle \eta }, E', E'', Ec et Ed représentent respectivement la contrainte, la déformation, la constante d'élasticité du ressort idéal, le coefficient de viscosité de l'amortisseur idéal, le module de conservation (partie réelle de E*), le module de perte (partie imaginaire de E*), les énergies conservée et dissipée par unité de volume durant un cycle de déformation sinusoïdale.
| Paramètre                                                                            | Solide élastique parfait                                                                                           | Matériau viscoélastique                                                                                    | Liquide visqueux newtonien |
| ------------------------------------------------------------------------------------ | --- | --- | --- |
| Modèle analogique                                                                    | Ressort | Association de modèles élémentaires                                                                        | Amortisseur |
| Loi de comportement (en régime linéaire)                                             | Loi de Hooke (1678) contrainte proportionnelle à la déformation : {\displaystyle \sigma (t)=\xi \,\varepsilon (t)} | Équation du type : {\displaystyle \sigma (t)=\varepsilon (t)\,f(t)}                                        | Loi de Newton (1687) contrainte proportionnelle à la vitesse de déformation : {\displaystyle \sigma (t)=\eta \,{\dot {\varepsilon }}(t)} |
| Réponse en déformation sous contrainte constante (essai de fluage)                   | Instantanée et déformation indépendante du temps                                                                   | Fonction croissante du temps                                                                               | Retardée et fonction linéaire croissante du temps                                                                                        |
| Réponse en contrainte sous déformation constante (essai de relaxation de contrainte) | Pas de relaxation                                                                                                  | Fonction décroissante du temps                                                                             | Relaxation instantanée |
| Angle de phase δ entre σ et ε (en dynamique)                                         | 0° (signaux de contrainte et de déformation en phase)                                                              | 0° < δ < 90°                                                                                               | 90° (signaux en quadrature), retard de la réponse maximal                                                                                |
| Énergie mécanique durant un cycle de déformation sinusoïdale                         | Conservée puis restituée (absence de frottements internes)                                                         | Proportion selon : {\displaystyle {E_{\mathrm {d} } \over E_{\mathrm {c} }}=2\pi \tan \,\delta }           | Dissipée par frottement interne ; hystérésis maximale                                                                                    |
| Propriétés typiques                                                                  | Déformation indépendante du temps ; déformation et réversibilité instantanées ; rigidité                           | Réversibilité et relaxation combinées ; rigidité caractérisée par E' et facteur d'amortissement = E'' / E' | Déformation continue, irrécupérable, écoulement ; relaxation ; amortissement                                                             |

L'équation en viscoélasticité linéaire indique simplement que, pour un essai de traction uniaxiale par exemple, pour une valeur fixée de la durée de sollicitation t, la contrainte sera directement proportionnelle à la déformation.

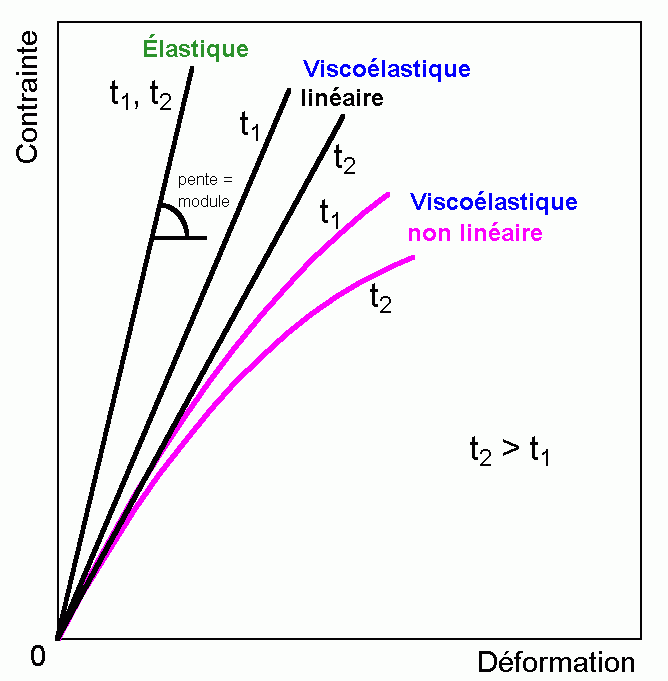
Comportement en contrainte-déformation de matériaux élastiques et viscoélastiques pour deux valeurs de la durée de sollicitation, t.

Dans le domaine linéaire, les propriétés viscoélastiques sont indépendantes de la déformation. À partir d'un niveau de déformation critique, le comportement d'un matériau non fragile devient non linéaire ; notamment, son module de conservation M' (par exemple E' ou G') peut diminuer si la déformation augmente.
Lors d'une déformation plastique, un matériau subit une déformation permanente et une dégradation qui peut aboutir à sa rupture.
Le graphe schématique suivant compare trois types de réponse (à température, T, fixée) et montre que la réponse est dépendante du temps (ou de la fréquence de déformation, en DMA) en viscoélasticité.
Remarque : si l'étude faisait intervenir deux valeurs constantes de température au lieu de deux valeurs constantes de temps comme précédemment, le tracé de chaque famille de courbes serait qualitativement similaire : il existe une équivalence entre la température et la durée d'application de la contrainte.
La rigidité (stiffness en anglais) d'un matériau est exprimée en termes de module d'élasticité.
Le module d'un ressort idéal ne dépend pas de la fréquence, donc son module statique est égal à son module dynamique.
Les modules E et G, l'amortissement et le coefficient de Poisson d'un matériau viscoélastique sont fonction à la fois de la température et de la fréquence (vitesse) de mesure. En général, plus le matériau est dissipatif, plus la variation de rigidité et d'amortissement est importante. La représentation graphique du § 9.2.2 illustre bien ces phénomènes dans la zone de transition.
À l'état vitreux (T < Tv), tous les polymères, semi-cristallins ou amorphes, sont rigides, généralement fragiles et ont un caractère élastique dominant.
Les polymères amorphes ou semi-cristallins présentent un caractère viscoélastique ayant pour origine un réarrangement des chaînes dans les zones amorphes, lorsqu'une contrainte est appliquée.
Le comportement élastique ou viscoélastique d'un polymère est lié à sa structure amorphe. Au sein de cette structure de faible cohésion, les interactions entre les chaînes sont très faibles.
Deux structures bien connues sont très peu dissipatives : une cloche et une balle de golf. À l'opposé se trouve un silentbloc, utilisé pour sa faculté de dissipation d'énergie.

## Description succincte

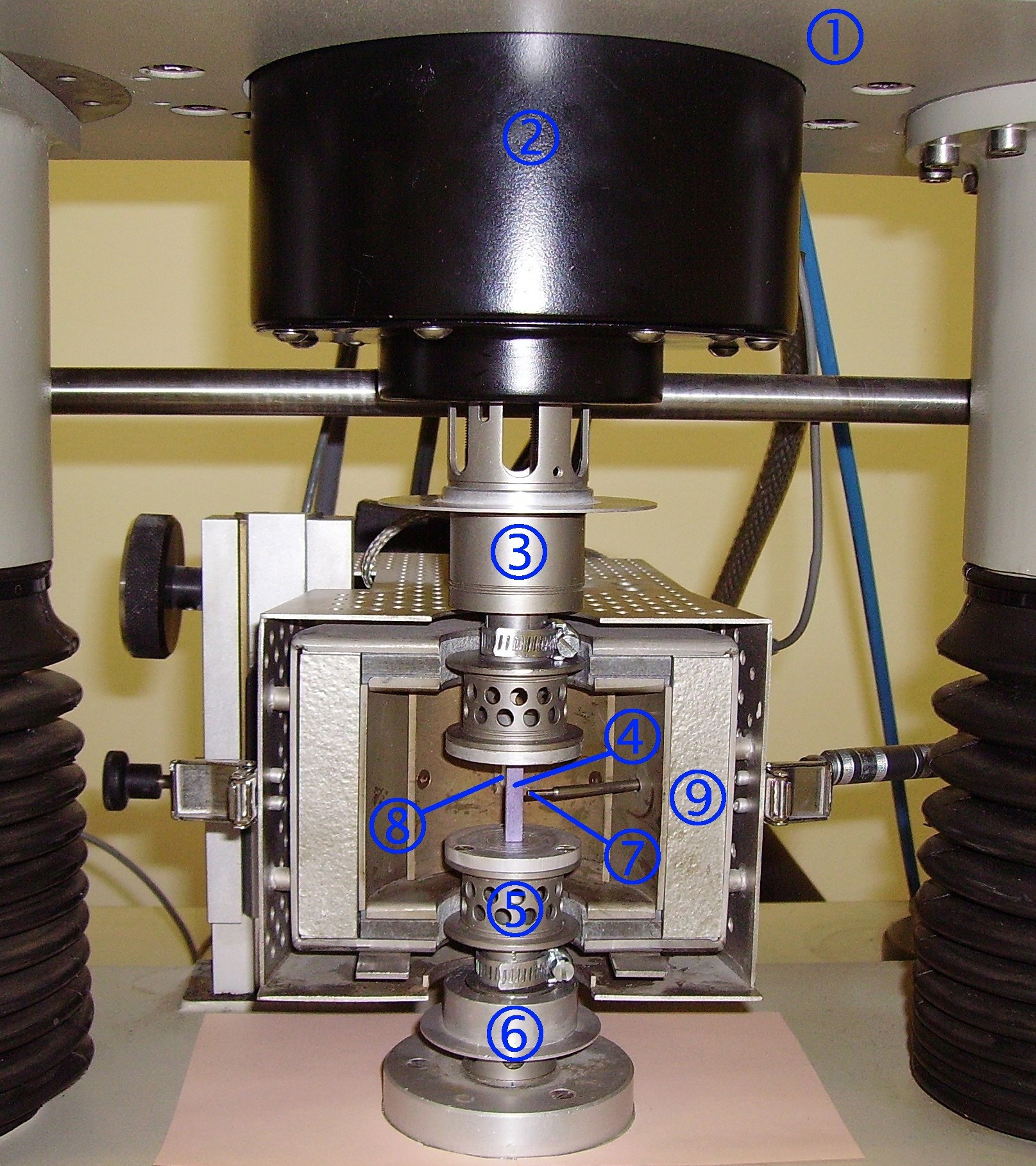
Colonne de mesure d'un Viscoanalyseur. Le capteur de force (ou d'effort) est superposé entre le porte-échantillon et le socle du bâti.

La mécanique de mesure d'un appareil de DMA comprend :
- un générateur électrodynamique de signaux sinusoïdaux à fréquence et amplitude programmables ;
- un amplificateur de puissance linéaire ;
- un pot d'excitation électrodynamique (comprenant notamment un circuit magnétique et des bobines d'excitation) à palier à air ;
- un capteur de déplacement dynamique (résolution en nanomètres) capacitif qui mesure l'amplitude de la sollicitation et/ou un accéléromètre piézoélectrique intégré deux fois, pour la mesure de déplacements à des fréquences supérieures à environ 125 Hz[Note 7] ;
- une structure comprenant le porte-échantillon (indéformable) et l'échantillon (généralement de petite taille[Note 8]) à analyser ;
- un capteur de force dynamique capacitif et/ou piézoélectrique[Note 7].

Les signaux délivrés par les capteurs subissent un traitement de façon à extraire les valeurs des grandeurs mécaniques.
Le bâti mécanique est très rigide, avec une masse pouvant approcher 200 kg, garantissant la précision requise en analyse mécanique.
L'échantillon (solide, pâteux ou liquide) et le porte-échantillon sont placés dans une enceinte thermostatée munie d'un thermocouple (capteur à faible inertie). L'enceinte thermique peut être couplée à une source cryogénique (utilisation d'azote liquide) pour des essais en dessous de la température ambiante.
Tous les multiples paramètres d'un essai sont gérés par un logiciel. Le pilotage d'un test est automatique.

## Ordres de grandeur
L'étude des propriétés viscoélastiques linéaires des matériaux nécessite l'utilisation d'appareils capables d'imposer des forces ou des déplacements très faibles, et de mesurer ces grandeurs avec précision. Les valeurs suivantes sont données à titre indicatif ; elles peuvent varier selon l'appareil et/ou l'application mise en œuvre :
- fréquence : courant continu et de 1 mHz à 1 kHz ;
- amplitude du déplacement dynamique de 1 µm à 6 000 µm ;
- amplitude de la force dynamique de 0,01 N à 150 N ou plus (selon modèle) ;
- déplacement statique jusqu'à 6 000 µm ;
- force statique jusqu'à 100 N ou plus ;
- raideur de l'échantillon jusqu'à 107 N/m ;
- plage de variation de rigidité jusqu'à 7 décades (variation d'un facteur dix millions) en continu ;
- température de l'essai de −150 à +450 °C régulée à ±0,3 °C (ou mieux) par rapport à la consigne ;
- vitesse de variation de la température (en mode non stabilisé) de ±0,1 °C à ±10 °C/min.

L'analyseur mécanique dynamique couvre des domaines d'étude relativement larges. L'analyse continue d'un matériau sur un vaste domaine de température est donc possible même s'il change d'état en cours de mesure, et présente un domaine de variation de module de plusieurs décades.

## Types de déformation

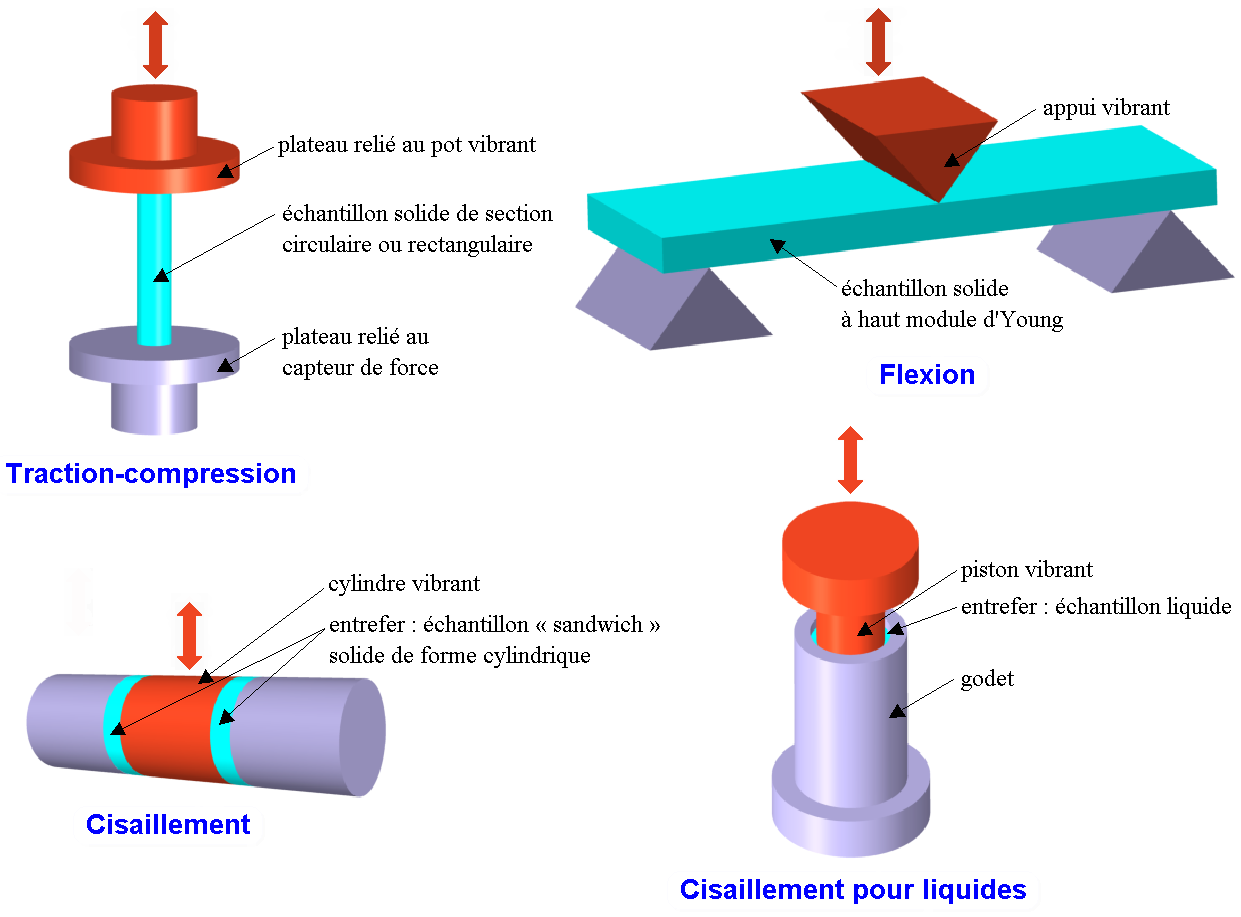
Types de déformation et exemples de géométries schématisées : traction-compression avec plateaux parallèles, flexion trois points avec appuis, cisaillement plan avec double entrefer et pompage annulaire.

Ils sont imposés par la géométrie des porte-échantillons. Le choix d'un type de déformation dépend notamment de la nature (solide, pâte ou liquide) et de l'état (état vitreux, transition vitreuse, état caoutchouteux, durcissement, fluidification, fusion, etc.) du matériau attendus lors de l'essai. Globalement, trois cas peuvent se présenter à l'expérimentateur, selon la valeur du module :
- les matériaux à haut module de Young (E > ~10 GPa) comme certains matériaux composites ou les céramiques sont analysés en traction-compression ou en flexion (bending) ;
- les matériaux solides de module inférieur peuvent être caractérisés en traction-compression ou en cisaillement ;
- les matériaux pâteux sont généralement analysés en cisaillement. Les liquides (ex. : huiles, peintures, adhésifs, vernis) ne sont testés qu'en cisaillement ; pour ce dernier cas, le porte-échantillon est constitué d'un piston plongé dans un godet contenant l'échantillon ; le piston excite le liquide viscoélastique par un mouvement de pompage annulaire.

Note : lors d'un essai de flexion, un matériau est soumis à un ensemble de forces combinant la traction, la compression et le cisaillement.
Il existe des porte-échantillons adaptés à chaque type de déformation ou à la spécificité du matériau.
Remarque : un rhéomètre de type cône-plan (par exemple) permet de caractériser les propriétés dynamiques d'un polymère typiquement à l'état « fondu » (état fluide ou déformable). Il est complémentaire d'un appareil de DMA.

## Sollicitation en traction-compression uniaxiale
La vibration en traction conduit à une contrainte uniforme dans toute l'épaisseur de l'éprouvette.
Avant de lancer ce type d'essai, au moins trois exigences pratiques doivent être remplies, comme indiqué ci-dessous.

### Exigence dimensionnelle

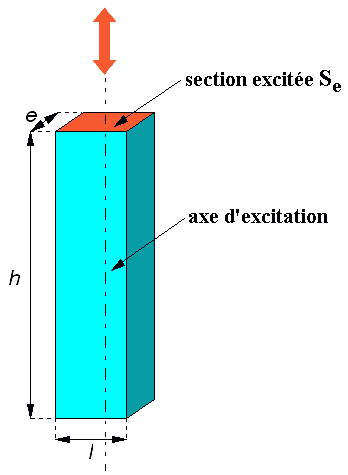
Éprouvette de traction-compression. Une forme élancée est par ailleurs nécessaire pour l'analyse de matériaux à fort module.

Soit une éprouvette parallélépipédique de hauteur h (hauteur de l'entrefer), de largeur l et d'épaisseur e. Soit Se la section transversale excitée et Sl la surface latérale non contrainte de l'éprouvette. Pour le parallélépipède schématisé :
Se = e ⋅ l
Sl = 2 h ( l + e ).
Soit un facteur correctif, Fc, dépendant de la géométrie de l'échantillon :
{\displaystyle F_{\mathrm {c} }={\frac {1}{1+2\left({\dfrac {S_{\mathrm {e} }}{S_{\mathrm {l} }}}\right)^{2}}}}
La valeur de ce paramètre adimensionnel important doit être la plus proche possible de 1, ou en tout cas supérieure à 0,97 afin de solliciter l'échantillon en traction-compression presque pure. Cela impose la condition suivante :
Sl > 8 Se.
Si e = l, la condition devient :
h > 2 e.
Si l'éprouvette est un cylindre de hauteur h et de diamètre ø, la condition devient :
h > 2 ø.
D'où la nécessité de dimensionner l'éprouvette qui devra avoir une forme élancée (type « allumette »). En pratique, la hauteur h est d'au plus quelques centimètres, valeur limitée par la hauteur de l'enceinte thermostatée.

### Exigence de raideur dynamique

#### Notion de raideur

##### Définition
Dans un but de simplification de certaines équations, on suppose que la raideur de la colonne de mesure d'un appareil, kcol, soit, par exemple, au moins cent fois supérieure à la raideur mesurée (dite aussi apparente) de l'échantillon, km. Ainsi, on admet que la raideur « réelle » de l'échantillon, k, soit connue avec suffisamment d'exactitude. Dans le cas contraire (échantillon à raideur élevée), des corrections de raideur et de phase sont calculées et apportées, en tenant compte de la complaisance de l'appareil.
La rigidité dérive directement de la loi de Hooke en relation avec le rapport d'une force à un déplacement. À partir des signaux de force F(ω) et de déplacement D(ω) délivrés par les capteurs, le module (au sens mathématique) de la raideur complexe |k*| est calculé, ainsi que l'angle de phase δ(ω).
{\displaystyle k^{*}=k'+ik''}
avec :
{\displaystyle i^{2}=-1} ;
{\displaystyle k'} et {\displaystyle k''}, les parties réelle et imaginaire de {\displaystyle k^{*}}, respectivement ;
{\displaystyle k'=|k^{*}|\cos \,\delta } ;
{\displaystyle k''=|k^{*}|\sin \,\delta }.

##### Influence de la géométrie

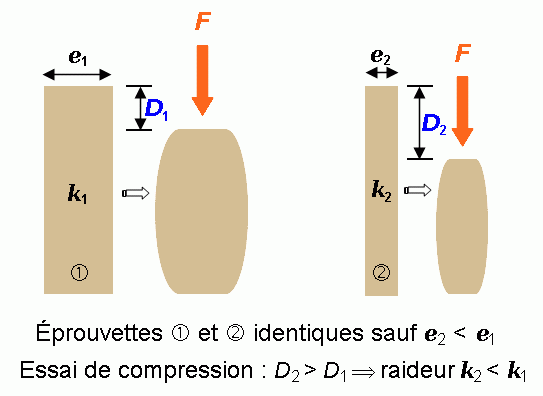
Schéma de principe d'un essai de compression.

La raideur dépend en particulier de la géométrie de l'échantillon et n'est donc pas une grandeur intrinsèque au matériau. Pour illustrer cet énoncé, on considère l'essai simple schématisé. Les symboles kx, F et Dx représentent respectivement la raideur axiale du parallélépipède no 1 ou 2, la force constante appliquée et le déplacement résultant (grandeurs statiques pour ce cas). Le déplacement est égal à la hauteur initiale moins la hauteur finale. Une éprouvette épaisse est plus rigide qu'une éprouvette mince.
Le fait d'utiliser un module (égal au rapport d'une contrainte à une déformation) permet de s'affranchir des dimensions de la pièce et donc de caractériser le matériau en lui-même.

#### Optimisation de la raideur
Durant tout l'essai, la valeur de k devra se situer dans le domaine de raideur mesurable de l'appareil, qui est fonction de la fréquence.
Exemple : si on prévoit une variation de raideur k de l'éprouvette en cours d'essai de 107 à 104 N/m, le domaine fréquentiel associé impose une fréquence maximale de mesure de 150 Hz, pour un appareil donné.
Solution : il est possible d'optimiser la raideur en faisant intervenir Ff, le facteur de forme de l'éprouvette. Pour un type de déformation en traction-compression, il a pour expression :
{\displaystyle F_{\mathrm {f} }={h \over S_{\mathrm {e} }}} (en m–1).
Ainsi, une modification de la hauteur (par exemple) de l'éprouvette permettra de se déplacer dans le domaine [raideur-fréquence].
Voir le § 9.1 au sujet de la variation de rigidité (proportionnelle au module E') au cours d'un essai.

### Exigence de linéarité

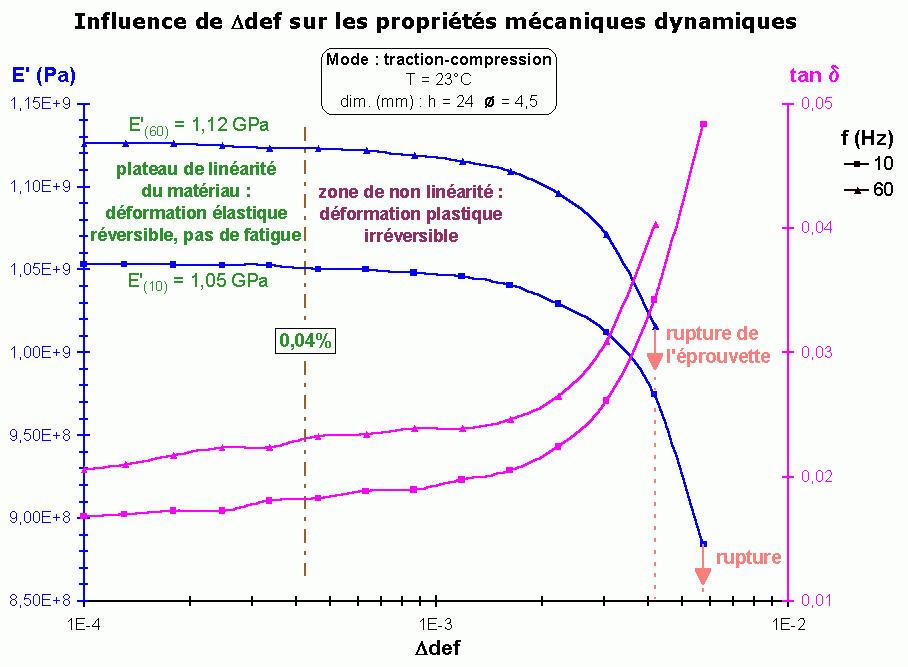
Réponse d'un matériau polymère soumis à un balayage de déformation dynamique à température ambiante pour deux fréquences de sollicitation.

À la place du déplacement D0, il est plus pratique de définir un taux de déformation dynamique (valeur crête) qui a pour expression :
{\displaystyle \Delta _{\text{déf}}={D_{0} \over h}} (sans unité ou exprimé en %).
Pour rester dans le domaine de linéarité du matériau (loi de Hooke vérifiée) et de l'appareil, ce taux ne doit pas dépasser une valeur critique. À l'opposé, un taux de déformation dynamique choisi trop faible peut être responsable de signaux « bruités » diminuant la précision de la mesure.
Exemple : l'essai du § 9.2 applique la consigne {\displaystyle \Delta _{\text{déf}}} = 2 × 10−4 ; cela correspond à un déplacement dynamique (valeur crête) D0 égal à 5 µm pour h = 25 mm.
Un autre essai (voir figure) met en évidence le comportement linéaire et non linéaire d'un composé sous sollicitation dynamique.
Remarque : considérant la composition du matériau, la présence de certaines substances (charges, additifs, etc.) en quantité importante peut diminuer le domaine de linéarité des polymères ; on parle à la limite de viscoélasticité non linéaire. À l'opposé, le comportement d'un élastomère « pur » (sans charges ni additifs, non réticulé) est dit viscoélastique linéaire.

### Description de l'éprouvette de traction-compression
Certaines précautions doivent être observées pour obtenir un bon mesurage :
- préparation : étant à l'état solide pour l'essai en traction-compression, l'éprouvette peut être préparée par découpage, moulage ou fraisage ;
- forme : parallélépipède, cylindre, film[Note 12], fibre, etc. ; les surfaces doivent être planes et tous les angles à 90° (l'éprouvette doit être la plus symétrique possible) ;
- aspect : doit être exempt de défauts ;
- mesure des dimensions : leur détermination est importante pour connaître avec exactitude la valeur des modules ;
- fixation : par ses faces extrêmes sur le porte-échantillon (composé de deux pièces), par collage ou pincement[Note 13].

## Principaux facteurs en mécanique
Les propriétés mécaniques d'un matériau dépendent de multiples facteurs physico-chimiques :
- internes, relatifs au matériau :
  - composition,
  - structure, homogénéité, isotropie, linéarité ;
- externes : température, temps, vieillissement, atmosphère, taux d'humidité[Note 14], histoires thermique et mécanique, contraintes externes (fréquence d'excitation, taux de déformation dynamique (choisi faible pour obtenir une réponse linéaire), contrainte ou précontrainte statique, pression), etc.

Ainsi, les résultats d'une mesure mécanique dynamique dépendent beaucoup des conditions de test et ne sont donc pas facilement comparables à d'autres méthodes.

## Quelques propriétés mécaniques étudiées en DMA
Les propriétés des matériaux viscoélastiques dépendent du temps, de la température et de la vitesse de déformation (strain rate).
Les diverses propriétés correspondant aux types de déformation en traction, en flexion ou en cisaillement (shear) sont représentées par des symboles portant l'indice « t », « f » ou « s », respectivement ; par exemple Mf est un module en flexion.
Pour l'essai de traction-compression uniaxiale, la mesure de la raideur dynamique et le calcul de l'angle de phase permettent, connaissant uniquement les dimensions de l'éprouvette, de calculer les propriétés viscoélastiques δ, tan δ, E', E'' et E. Leur description ainsi que celle de la température de transition vitreuse (Tv) sont données ci-dessous.

### Module de conservationE'
Le module de conservation en traction est calculé selon :
Le symbole {\displaystyle \delta (\omega ,T)} représente l'angle de phase en traction (exprimé en pratique en degrés) du matériau viscoélastique. Cet angle correspond au déphasage entre les signaux de déplacement et de force. Il est indépendant de la forme de l'échantillon. L'angle de phase (ou de perte) est le reflet de l'énergie dissipée (perdue) par le frottement des chaînes macromoléculaires.
Le module de conservation E' représente la rigidité et la composante élastique du matériau. Il exprime la capacité du corps à stocker l'énergie mécanique de la sollicitation et à la restituer intégralement sous forme de déformation élastique (notion de réversibilité).
Si le matériau se comporte comme un solide élastique, les modules E' et E sont équivalents.

### Module de perteE''
Il représente la composante visqueuse du matériau. La viscosité traduit sa capacité à dissiper l'énergie mécanique (irréversiblement perdue sous forme de chaleur). Ce phénomène est associé à la friction des chaînes de molécules et à leur écoulement. Le module de perte en traction a pour expression :

### Module de Young complexeE*

#### Modèle rhéologique

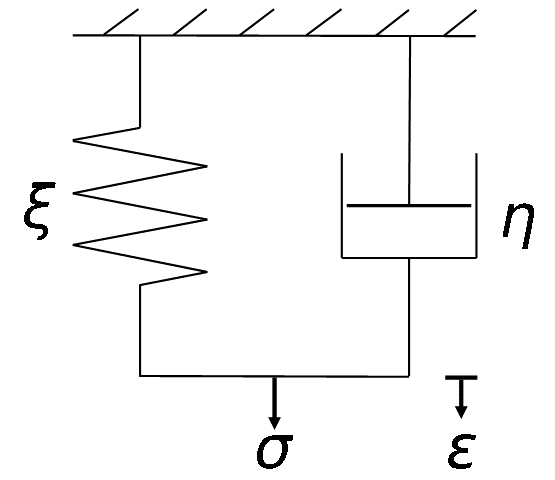
Modèle de Kelvin-Voigt.

Par analogie avec la mécanique, un système, comprenant un ressort idéal (de constante d'élasticité {\displaystyle \xi }) et un amortisseur idéal (de coefficient de viscosité {\displaystyle \eta }) disposés en parallèle, peut être utilisé pour modéliser le comportement viscoélastique d'un matériau. Ce système élémentaire est le modèle de Kelvin-Voigt. Sa réponse à l'excitation {\displaystyle \varepsilon (t)=\varepsilon _{0}exp(i\omega t)} est régie par l'équation différentielle :
{\displaystyle \sigma (t)=\xi \varepsilon +\eta {\dot {\varepsilon }}}.
Le ressort représente la composante énergique ou élastique de la réponse du modèle, tandis que l'amortisseur (constitué d'un piston se mouvant dans un cylindre rempli d'un liquide visqueux) représente la composante visqueuse de la réponse.
Les constantes caractéristiques {\displaystyle \xi } et {\displaystyle \eta } font respectivement référence au module d'élasticité et à la viscosité du matériau. L'équation peut être appliquée à la contrainte de cisaillement, {\displaystyle \tau }, ou à la contrainte normale, σ.
Un tel modèle présente un temps caractéristique relié aux constantes selon :
{\displaystyle t_{\mathrm {R} }={\frac {\eta }{\xi }}} (en s).
Il est désigné par temps de réponse ou temps de retard ou temps de relaxation du modèle.
Le temps de relaxation d'un polymère est lié à la masse molaire, à la distribution des masses molaires et à la ramification.
Le module dynamique peut être exprimé sous forme complexe selon :
{\displaystyle E^{*}(\omega )=\xi +i\eta \omega }.
Les composantes réelle et imaginaire de ce module sont respectivement :
{\displaystyle E'=\xi }
{\displaystyle E''(\omega )=\eta \omega }.
Le modèle de Kelvin-Voigt ne prédit pas de manière satisfaisante la relaxation de contrainte.
Le modèle de Maxwell comprend quant à lui un ressort et un amortisseur disposés en série.
Les matériaux ont des comportements bien plus complexes que ces deux modèles. Il existe d'autres modèles viscoélastiques plus performants, mais de complexité mathématique supérieure.

#### Théorie

Représentation de diverses propriétés mécaniques dynamiques dans le plan complexe, dans une expérience utilisant des déformations sinusoïdales.

En fait, les deux constantes de proportionnalité {\displaystyle \eta } et {\displaystyle \xi } précédemment décrites varient avec la fréquence, ce qui limite l'efficacité d'un modèle aussi simple. Une approche plus générale consiste à représenter le module complexe selon :
où E* est la somme vectorielle d'une composante élastique (en phase avec la contrainte) E' et d'une composante amortissante visqueuse (en quadrature de phase) E''.
Le module d'élasticité dynamique E* est une grandeur complexe car un amortissement est présent, en effet :
Le module E* représente la relation entre la contrainte et la déformation dynamiques, selon :
{\displaystyle E^{*}={\sigma _{0} \over \varepsilon _{0}}exp(i\delta )}
{\displaystyle E'=|E^{*}|\cos \,\delta ={\frac {\sigma _{0}}{\varepsilon _{0}}}\cos \,\delta }
{\displaystyle E''=|E^{*}|\sin \,\delta ={\frac {\sigma _{0}}{\varepsilon _{0}}}\sin \,\delta }.

#### Grandeur |M| du module complexeM*
La grandeur réelle |M| est égale au module (au sens mathématique) du nombre complexe M* (soit E* ou G*) :

### Remarques sur les propriétés structurales
- le module (ou la rigidité) traduit la résistance d'un échantillon de matériau à un type de déformation mécanique (dans la limite des faibles déformations) ;
- en pratique, les modules sont généralement exprimés en MPa ou en GPa ;
- pour le comportement viscoélastique linéaire, l'inverse du module complexe M* est la complaisance complexe C* ;
- au cours d'une déformation plastique, le module de conservation d'un polymère diminue (en général) si l'amplitude de la déformation augmente ;
- hors cas de réticulation, de gélification ou d'évaporation en cours de test, le module E' ou G' diminue si la température augmente. La diminution peut être très importante dans la zone viscoélastique (voir § 9.1) ;
- le module E' ou G' augmente toujours avec la fréquence d'excitation[3]. L'augmentation peut être importante si le matériau se trouve dans la zone viscoélastique (voir la figure § 10). L'influence de la fréquence sur E' ou G' est moindre que celle de la température : plusieurs décades de fréquence entraînent la même variation que quelques degrés de température. Cet important phénomène de viscoélasticité est mis en évidence en caractérisation de matériaux viscoélastiques[3].

L'effet de la température sur les propriétés viscoélastiques d'un polymère est inverse à celui de la fréquence. Une augmentation de température d'une certaine valeur conduit aux mêmes changements de ses propriétés qu'une diminution appropriée de fréquence (et inversement). Si la propriété envisagée est un module de conservation M', la relation s'écrit, pour un échantillon homogène, isotrope et amorphe :
où a(T, T0) est le facteur de glissement.
Ce phénomène découle du principe d'équivalence temps-température qui est utilisé pour transposer réversiblement les propriétés d'un matériau du domaine thermique au domaine fréquentiel. Le logiciel de l'appareil utilise ainsi ce principe pour le calcul de courbes maîtresses, afin d'estimer les propriétés viscoélastiques du matériau au-delà de la plage de fréquence de l'appareil.

### Facteur d'amortissement ou de perte tanδ

#### Définition
Le facteur d'amortissement est une mesure du rapport de l'énergie dissipée par amortissement à l'énergie élastique conservée puis restituée durant un cycle de déformation sinusoïdale.
Le facteur de perte (loss factor) en traction est égal à :
Il mesure l'amortissement (aussi appelé « friction interne ») durant la déformation dynamique, soit la capacité du corps viscoélastique à dissiper l'énergie mécanique en chaleur. Plus l'angle de phase est élevé, plus l'amortissement des vibrations (vibration damping) est important.
Remarques :
- la connaissance du facteur de perte revêt un intérêt pratique considérable[12] ;
- contrairement à la rigidité, le facteur d'amortissement est indépendant de la forme de l'échantillon ;
- à la différence de la rigidité (ou du module d'élasticité), l'amortissement ne peut en général être déduit de simples mesures statiques[1] ;
- un autre mode d'oscillation, utilisé par une autre méthode de test, et basé sur des fréquences proches de la résonance, peut faire intervenir un taux d'amortissement (damping ratio). Le facteur d'amortissement est égal à deux fois le taux d'amortissement, soit : {\displaystyle \eta =2\zeta } ;
- la résilience est une propriété approximativement reliée au facteur de perte[2].

#### Échelle d'amortissement
Les matériaux caoutchouteux sont bien connus pour leur faculté d'amortissement de vibrations, participant à la réduction du bruit.
Exemple : pour un caoutchouc de haute masse molaire partiellement vulcanisé, on relève à 40 Hz : Tv = 60 °C, {\displaystyle \eta } = 1 (valeur élevée) à 60 °C, et E' = 200 MPa (à 60 °C).
À l'opposé, le facteur d'amortissement des métaux est très faible : au plus 10−3 pour l'acier.
| Facteur de perte {\displaystyle \eta } | Matériau |
| -------------------------------------- | --- |
| 100 et plus                            | Polymère ou élastomère approprié (ex. : caoutchouc butyle)                                                                                            |
| 10−1                                   | Caoutchouc naturel, PVC avec plastifiant, sable sec, asphalte, liège, matériau composite de structure sandwich (ex. : tricouche métal/polymère/métal) |
| 10−2                                   | Plexiglas, bois, béton, feutre, plâtre, brique |
| 10−3                                   | Acier, fer, plomb, cuivre, verre |
| 10−4                                   | Aluminium, magnésium |

Il existe de nombreuses méthodes pour évaluer la performance des matériaux amortissants.

### Déformation en cisaillement
Les propriétés relatives à une contrainte normale à une surface ont été décrites. De façon analogue, les propriétés en cisaillement d'un matériau viscoélastique peuvent être considérées. Les relations de base entre ces propriétés s'écrivent :
{\displaystyle G^{*}=G'+iG''={\tau ^{*} \over \gamma ^{*}}}
{\displaystyle \tan \,\delta ={G'' \over G'}}
{\displaystyle \eta ^{*}=\eta '-i\eta ''={G^{*} \over i\omega }={1 \over \omega }(G''-iG')}
avec :
{\displaystyle G'} et {\displaystyle G''}, les modules respectifs de conservation et de perte en cisaillement ;
{\displaystyle \tau ^{*}} et {\displaystyle \gamma ^{*}}, respectivement la contrainte et la déformation complexes en cisaillement ;
{\displaystyle \eta ^{*}}, la viscosité complexe, fréquemment utilisée pour décrire les liquides viscoélastiques ;
{\displaystyle \eta '(\omega ,T)}, la viscosité dynamique exprimée en Pa s, proportionnelle à {\displaystyle G''}.
Le comportement des plastiques et des élastomères homogènes et isotropes est tel que :
- le module de cisaillement G est quasiment égal au tiers du module en traction E ;
- le facteur de perte en cisaillement est quasiment égal au facteur de perte en traction.

Voir aussi Taux de cisaillement.

### Déformation en flexion
À la différence de l'essai de traction, les mesures en flexion sont influencées préférentiellement par les propriétés des couches superficielles de l'éprouvette.
Les valeurs des propriétés produites par l'essai de traction et celles produites par l'essai de flexion sont comparables seulement en viscoélasticité linéaire, et pour des éprouvettes de structure homogène.
Le facteur de perte en flexion est donné par l'équation :
{\displaystyle \tan \,\delta _{\mathrm {f} }={E_{\mathrm {f} }'' \over E_{\mathrm {f} }'}}
avec :
{\displaystyle \delta _{\mathrm {f} }}, l'angle de phase en flexion ;
{\displaystyle E_{\mathrm {f} }'} et {\displaystyle E_{\mathrm {f} }''}, les modules de conservation et de perte en flexion, respectivement.
Exemple d'application : un échantillon de matériau composite est soumis à une flexion ; il sera possible d'étudier la variation du module d'élasticité en fonction de l'orientation des fibres ou des plis par rapport aux appuis.

### Température de transition vitreuseTv
L'analyseur DMA est l'appareil le plus sensible pour sa détermination.
De façon générale, le signal d'amortissement permet de définir très clairement la température de transition vitreuse.
La valeur de Tv est déterminée en traçant la courbe à isofréquence {\displaystyle \tan \,\delta }=f(T). La température à laquelle la valeur du facteur de perte est maximale est appelée température de transition vitreuse, Tv.
Remarques :
- la valeur de la température de transition vitreuse d'un polymère augmente avec la fréquence de la sollicitation mécanique ;
- le comportement viscoélastique d'un polymère, lié à sa phase amorphe, se révèle dans la zone de transition, au voisinage de sa Tv ;
- la valeur de Tv dépend de multiples facteurs physico-chimiques ;
- de très nombreuses propriétés physiques subissent une variation à Tv ;
- ainsi, de nombreuses techniques, dont la calorimétrie différentielle à balayage (DSC), permettent sa mesure. L'analyse thermique DSC est complémentaire de l'analyse thermomécanique.

La connaissance de Tv présente, dans la pratique, un intérêt considérable car elle conditionne le domaine d'utilisation du matériau.
La température de transition vitreuse est la température maximale d'utilisation pour les thermoplastiques rigides et amorphes (leur Tv est supérieure à 100 °C ; leur température de mise en œuvre est voisine de leur Tv) mais elle est la température minimale d'utilisation des élastomères (leur Tv est inférieure à −40 °C).

## Influence de la température sur les propriétés mécaniques d'un matériau viscoélastique
Le comportement mécanique des polymères, lié à leurs propriétés physico-chimiques, varie le plus souvent de façon importante avec la température, notamment dans les zones de transition vitreuse et fluide. La connaissance des caractéristiques rhéologiques en fonction de la température est donc essentielle.
Les composés de la famille des silicones sont parmi les plus thermostables.

### Élastomère brut
Un polymère linéaire amorphe non orienté (représenté par un élastomère brut, « pur », non vulcanisé) a un comportement viscoélastique prononcé.
Il peut typiquement se situer dans quatre zones distinctes du comportement mécanique dynamique :
- zone vitreuse ou cristalline : à basse température, il présente, comme tous les polymères, les propriétés d'un verre. Les mouvements des chaînes macromoléculaires sont très réduits. Le module prend sa valeur maximale sur le plateau vitreux (ex. : E' ~3 GPa à 1 Hz) et diminue lentement avec la température. Le polymère est rigide et généralement cassant[9] (en effet, la nature inhérente des polymères est telle qu'un haut module est associé à une faible ductilité[8]). Il présente un caractère élastique[Note 2] dominant. La valeur du facteur de perte est très faible : inférieure à 0,03 ;
- zone de transition vitreuse ou zone viscoélastique : si la température augmente, des déformations locales de chaînes macromoléculaires situées dans les domaines amorphes apparaissent, les chaînes principales ayant acquis un degré de liberté supplémentaire ; les chaînes suivent maintenant la sollicitation mécanique imposée. Le polymère se ramollit au-dessus de Tv. Il est possible d'observer une chute de E', donc de la rigidité, de trois décades. Le polymère a un fort caractère viscoélastique. Le facteur de perte augmente rapidement avec la température, et atteint sa valeur maximale, qui peut avoisiner deux. De même, le module de perte (E'' ou G'') connaît sa valeur maximale. La largeur minimale de cette région est d'une dizaine de degrés ;
- zone caoutchouteuse : la mobilité moléculaire augmente. Le module est faible sur le plateau caoutchouteux (ex. : E' ~1 MPa à 1 Hz). La présence de ce plateau est due à la formation d'enchevêtrements (points de réticulation occasionnels[7]) entre les chaînes de la pelote polymère qui tiennent lieu de pontages. Le polymère souple présente la haute élasticité caoutchouteuse[Note 20], d'origine entropique (à ne pas confondre avec l'élasticité dans un polymère rigide, d'origine enthalpique). Le facteur de perte est compris entre 0,1 et 0,3 ;
- zone fluide ou d'écoulement caoutchouteux :  si la température augmente encore, passage de l'état solide à l'état fluide. Cette région instable voit le module chuter et le facteur de perte augmenter à nouveau. Cette quatrième zone n'existe pas pour les polymères réticulés.

Les élastomères sont utilisés le plus souvent sur le plateau caoutchouteux (car dans cette zone, le module et l'amortissement varient peu avec la température) et sont en général employés réticulés (la réticulation augmente le module d'élasticité).

### Cas industriel: élastomère vulcanisé

#### Description du matériau
Le produit testé est un mastic de collage destiné à l'industrie automobile. Ce mélange complexe est composé de plusieurs grades de polybutadiènes (sigle BR) et d'une dizaine d'ingrédients. Après dépose sur véhicule, il subit notamment une première cuisson d'une durée voisine de 30 min à une température moyenne de 180 °C. Cet apport de chaleur déclenche en présence des réactifs une vulcanisation partielle des élastomères BR. Le mélange initial, pâteux à cru, devient un solide dur après cuisson et retour à la température ambiante.

#### Exploitation des données

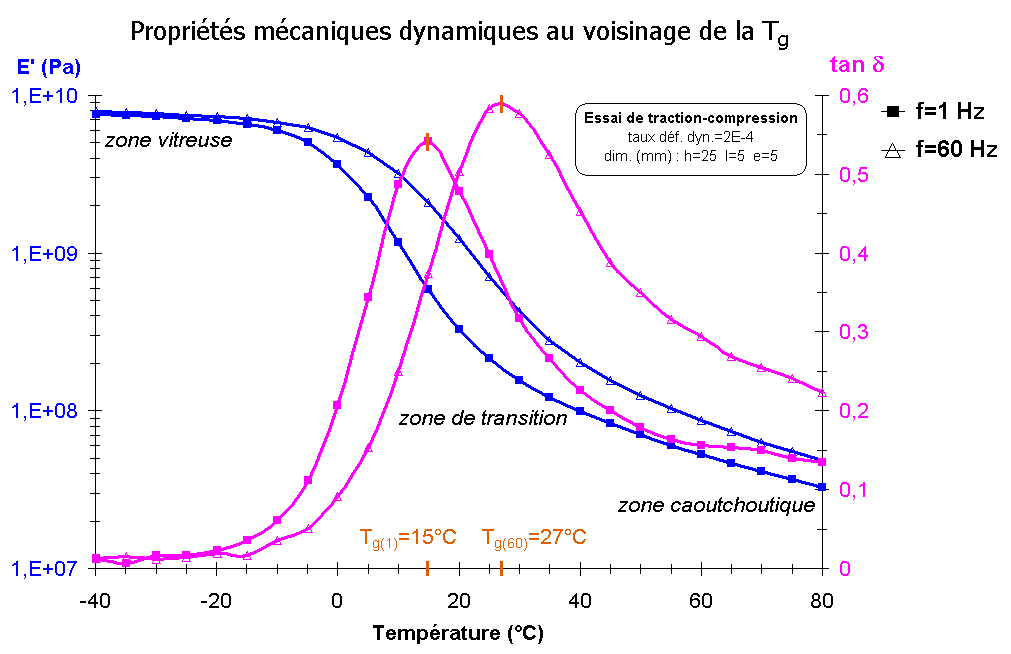
Évaluation d'un produit élastomère après stabilisation sur des paliers de température.

Le produit final (cuit) est analysé en traction-compression à taux de déformation imposé, avec un balayage en température de −40 à +80 °C par palier de 5 °C, pour deux fréquences. Le taux de déformation a été choisi de façon à se placer dans la zone élastique (linéaire) du matériau.
Il est typique de représenter les résultats d'un essai en traçant deux courbes à isofréquence : un module M' (par exemple E' ou G', selon le type de déformation) = f(T) et tan δ = f(T) (voir figure). L'essai met en évidence un comportement mécanique très dépendant de la température.

On relève à 1 Hz : Tv = 15 °C et E' ~250 MPa à 23 °C ; à 60 Hz : Tv = 27 °C et E' ~900 MPa à 23 °C.
Les grandeurs E' et Tv augmentent avec la fréquence de sollicitation.
Le module du plateau caoutchouteux, la longueur de ce plateau (sur l'échelle des températures) et Tv augmentent avec la masse molaire d'un polymère amorphe et avec son taux de réticulation ; ce dernier dépend (par exemple) du cycle de cuisson utilisé.
Les valeurs de module et d'amortissement dans la région caoutchouteuse dépendent de la composition du matériau : polymère, système de réticulation, charge de renforcement, plastifiant, additifs divers, etc.

## Influence de la fréquence

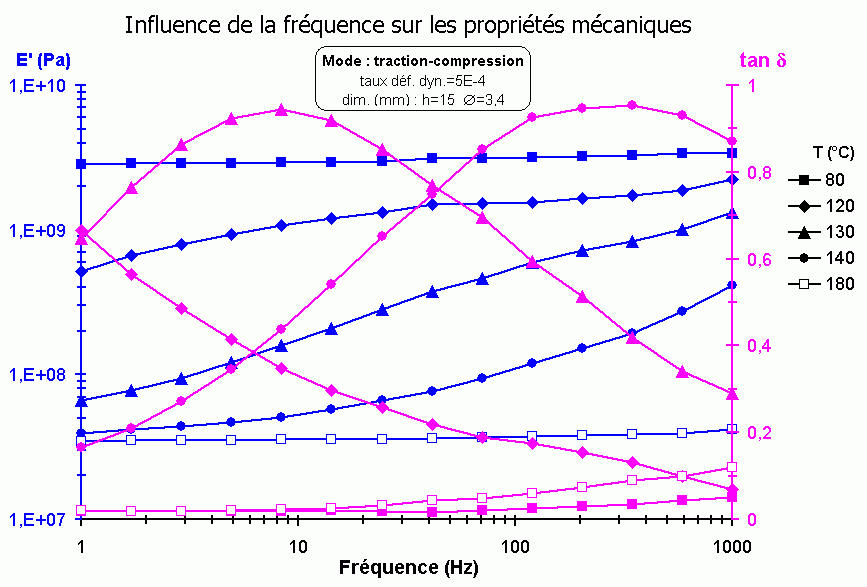
Analyse multi-fréquence d'un produit polymère sur des paliers de température.

La fréquence d'excitation est le deuxième facteur environnemental important après la température : son influence peut donc être notable. L'effet de la fréquence sur deux propriétés mécaniques typiques d'un matériau viscoélastique est montré dans le graphique suivant, pour différentes températures.
Le produit final utilisé pour cet essai est un adhésif époxyde préalablement réticulé à 180 °C pendant 30 min.
Un double balayage en fréquence et en température a été réalisé au moyen d'un analyseur DMA. L'étude du graphique en fonction de la température (du même type que le précédent graphique) a révélé, par exemple :
- la zone de transition vitreuse du matériau s'étend de 100 °C à 160 °C pour les fréquences de 1 Hz à 1 kHz ;
- la température de transition vitreuse est égale à 129 °C à 8,4 Hz, et 142 °C à 345 Hz.

Concernant le graphique ci-contre : les cinq températures ont été choisies pour illustrer l'effet de la fréquence sur les deux propriétés dans les zones vitreuse, de transition et caoutchouteuse.
Pour une température fixée et hors phénomène de résonance, le module E' augmente de façon continue avec la fréquence. L'augmentation de module est la plus importante dans la zone de transition.
Le facteur d'amortissement atteint sa valeur maximale dans la zone de transition.
Les matériaux polymères à faible hystérésis (donc à forte résilience) possèdent un module dynamique très légèrement supérieur au module statique. Les matériaux très dissipatifs (donc à forte hystérésis), tels les élastomères, peuvent présenter un module dynamique plusieurs fois supérieur à la valeur du module statique.
Une augmentation de fréquence a pour corollaire une rigidification d'un matériau. Pour illuster ce phénomène, on considère par exemple deux cordes de guitare de longueur différente ; la corde la plus courte, plus tendue donc plus rigide, produira après pincement un son plus aigu, c'est-à-dire de fréquence plus élevée. Voir aussi Diapason.

## Applications
Elles sont nombreuses, soulignant la grande polyvalence de l'appareil : (liste non exhaustive)
- réalisation d'essais mécaniques dynamiques avec des sollicitations en traction-compression (accès au module de Young {\displaystyle E_{\mathrm {t} }^{*}}), en cisaillement (accès au module de cisaillement {\displaystyle G_{\mathrm {s} }^{*}} des matériaux solides, ou à la viscosité dynamique {\displaystyle \eta '} des matériaux liquides ou pâteux) ou en flexion (accès au module {\displaystyle E_{\mathrm {f} }^{*}}) ;
- caractérisation thermomécanique de matériaux liquides ou pâteux et de solides de module de Young très faible à très élevé : élastomères, polymères thermoplastiques et thermodurcissables, fibres, matériaux composites, etc. ;
- étude simultanée de la température et de la fréquence pour l'obtention de courbes maîtresses ;
- application du principe d'équivalence temps-température en viscoélasticité linéaire et de l'équation de Williams-Landel-Ferry (WLF) ;
- essais rhéologiques (détermination par exemple du temps de gel d'une résine thermodurcissable) ;
- essais simultanés de DMA/TMA pour la mesure supplémentaire de la dilatation thermique ;
- essais statiques : fluage et relaxation de contrainte pour accéder par exemple aux temps longs de relaxation (>10 s) des polymères[7] ; technique TMA ;
- prédiction (approximative) à long terme du comportement mécanique d'un matériau solide sous charge.

## Avantages
Ils sont importants par rapport aux autres méthodes d'analyse thermique disponibles (DSC, TGA, TMA, etc.) :
- elle offre une méthode facile à mettre en œuvre et simple d'emploi[14] ;
- rapidité satisfaisante[14] ;
- excellente reproductibilité ;
- détermination précise de la zone de transition vitreuse, même pour des composés très réticulés ou très chargés (intérêt pour les matériaux thermodurcissables et les composites). Par ailleurs, une analyse thermomécanique dynamique (TMAD) apporte dans ce cas plus d'informations qu'une analyse par DSC[16] ;
- résolution possible des faibles transitions secondaires (transitions {\displaystyle \beta } et {\displaystyle \gamma }) sur la courbe de {\displaystyle \tan \,\delta }. De nombreux polymères présentent ces transitions sous-vitreuses (observées à T < Tv) qui sont généralement dues à des mouvements de groupes latéraux ou de certains segments de chaînes ;
- grande versatilité, les grandeurs mesurables dépendent souvent de nombreux paramètres internes et externes ;
- multiples applications.

L'analyse viscoélastique dynamique (DMA) tend à remplacer les techniques mécaniques conventionnelles de caractérisation.